# Serguéi Bryzgálov
Serguéi Vladímirovich Bryzgálov (en ruso: Сергей Вадимирович Брызгалов; Pávlovo, 15 de noviembre de 1992) es un exfutbolista ruso que jugaba como defensa.

## Trayectoria
Debutó en la Liga Premier de Rusia el 28 de marzo de 2010 con el Saturn Moskovskaya Oblast en un partido contra el F. C. Rostov.

## Estadísticas
Actualizado al 15 de diciembre de 2012
| Club                      | Div           | Temp.         | Liga | Liga  | Copa | Copa  | Europa | Europa | Total | Total |
| Club                      | Div           | Temp.         | PJ   | Goles | PJ   | Goles | PJ     | Goles  | PJ    | Goles |
| ------------------------- | ------------- | ------------- | ---- | ----- | ---- | ----- | ------ | ------ | ----- | ----- |
| Saturn Moskovskaya Oblast | D1            | 2010          | 1    | 0     | 0    | 0     | —      | —      | 1     | 0     |
| Saturn Moskovskaya Oblast | Total         | Total         | 1    | 0     | 0    | 0     | 0      | 0      | 1     | 0     |
| Spartak Moscú             | D1            | 2011-12       | 18   | 0     | 0    | 0     | 0      | 0      | 18    | 0     |
| Spartak Moscú             | D1            | 2012-13       | 6    | 0     | 2    | 0     | 3      | 0      | 11    | 0     |
| Spartak Moscú             | Total         | Total         | 24   | 0     | 2    | 0     | 3      | 0      | 29    | 0     |
| Total carrera             | Total carrera | Total carrera | 25   | 0     | 2    | 0     | 3      | 0      | 30    | 0     |